# 1582 w literaturze
Wydarzenia literackie w 1582 roku.

## Nowe poezje
- polskie
  - Sebastian Fabian Klonowic – Philtron

## Zmarli
- Mikołaj Kochanowski, polski poeta